# Attaque de la mosquée de Bayonne
L’attaque de la mosquée de Bayonne, également appelée attentat de la mosquée de Bayonne selon les sources et les points de vue, est une attaque islamophobe d'extrême droite commise le 28 octobre 2019 à Bayonne, dans les Pyrénées-Atlantiques, par un octogénaire qui avait été investi quatre ans auparavant par le Front national aux élections départementales, avant de quitter ce parti.
L'assaillant tente d'incendier la mosquée de Bayonne, avec de l'essence, et une voiture, puis blesse gravement deux hommes par balles. Immédiatement arrêté chez lui, il passe aux aveux. Quelques mois plus tard, il meurt à l'hôpital.

## Contexte

### Dégradations de la mosquée de Bayonne en 2015 et 2017
La mosquée de Bayonne a été volontairement dégradée deux fois par le passé, en 2015 et en 2017,.

### Attentats revendiqués par l'État islamique
Cette attaque se produit alors que la France est confrontée à de nombreux attentats depuis 2011, avec un pic en 2015-2016. Ces attentats sont, pour la plupart, commis et/ou revendiqués par le groupe djihadiste État islamique.

### Montée du terrorisme d'extrême droite
L'année 2019 connaît elle une montée du terrorisme d'extrême droite dans le monde,. Les attentats de Christchurch, pour lesquels le suspect se réclame de l'extrême droite et qui font 51 morts, étaient dirigés contre deux mosquées.

### Incendie de Notre-Dame de Paris six mois avant
En outre, la France est régulièrement confrontée au complotisme. Dans le cas présent, celui-ci concerne l'Incendie de Notre-Dame de Paris, dont les causes exactes n'ont pas pu être déterminées, mais dont toutes les pistes sérieuses (court-circuit électrique, cigarettes mal éteintes) sont accidentelles. Plusieurs théories du complot existent autour de cet événement, accusant les Gilets jaunes ou le gouvernement d'avoir provoqué l'incendie, ; mais il existe aussi plusieurs théories qui accusent des islamistes d'avoir mis le feu à la cathédrale qui sont reprises entre autres par des personnalités politiques d'extrême droite comme Jean Messiha ou Nicolas Dupont-Aignan,.

## Préparatifs, déroulement et victimes
L'assaillant fait au moins 5 repérages sur les lieux entre le 7 et le 21 octobre d'après le bornage de son téléphone portable. Le 28 octobre 2019, vers 15 h 20, il met en fuite un témoin en le menaçant d'un pistolet, puis déverse de l'essence sur la porte de la mosquée, y met le feu, quitte les lieux en voiture puis revient à pied et tire sur deux hommes dont l'un essaye de fuir dans une voiture que l'assaillant tente d'incendier.
L'attaque fait deux blessés : Maati Baggar, 76 ans, touché par trois balles sur le côté et le bras droit, et Amar Kariouch, blessé au cou. Après des soins intensifs, ils sont hospitalisés durant 6 mois et doivent poursuivre des heures de rééducation.

## Assaillant

### Arrestation, aveux et saisies
L'assaillant est arrêté chez lui vingt minutes après l'attaque. Immédiatement mis en garde à vue, il avoue les faits. Les policiers saisissent des armes pour lesquelles il possédait une licence de tir sportif et dans sa voiture une bonbonne de gaz et un chargeur de pistolet automatique.
Il explique à la police avoir voulu « venger la destruction de la cathédrale Notre-Dame de Paris » en affirmant que l'incendie de cet édifice a été déclenché par des membres de la communauté musulmane.

### Parcours et engagement politique
Claude Sinké, retraité de 84 ans, né en 1935 au Maroc, y a passé sa jeunesse, puis vit à Saint-Martin-de-Seignanx. De 1965 à 1980, il conduit des trains à la SNCF. Auteur d'un livre publié à compte d'auteur, La France à cœur ouvert ou Regards sur la misère humaine, se disant sculpteur et écrivain, il aurait suivi une formation militaire.
Quatre ans plus tôt, il a été investi candidat aux départementales de 2015 dans le canton de Seignanx sous l'étiquette du Front national. Des habitants indiquent qu'on « avait même dû lui arracher le micro lors d’une cérémonie d’hommage aux victimes du Bataclan, pour éviter qu’il ne parle et ressasse ses idées extrémistes. ». Le Rassemblement national indique après l'attaque qu'il n'est plus membre de ce mouvement,.
Il est par ailleurs « défavorablement connu » par les habitants de son village pour ses propos extrémistes. Selon l'un d'eux, « il tenait des propos odieux sur les étrangers. Il se vantait même d'avoir commis des horreurs avec des enfants lorsqu'il était en Afrique du Nord. [...] C'est un raciste qui n'avait aucune honte de le revendiquer. »
Quelques jours avant l'attaque, il avait adressé un courrier rageur à l'ordre des avocats de Bayonne : « Ce monsieur voulait porter plainte contre le président Macron, c'était assez confus, il y avait plein de motifs », dont « non application des droits de l'homme » ou « non assistance à peuple en danger ». Il est décrit comme un homme « violent et colérique ». Il avait déjà fait parler de lui en tenant des propos homophobes, xénophobes et islamophobes.

### Expertise psychiatrique
Son expertise psychiatrique « conclut à une altération partielle de son discernement et/ou du contrôle de ses actes », tandis que son audition interrogeait sur son état de santé psychique.

### Décès
Placé en détention provisoire au centre pénitentiaire de Mont-de-Marsan, Claude Sinké meurt quatre mois après l'assault, le 26 février 2020 au centre hospitalier de cette ville.

## Enquête et qualification en tentatives d’assassinat aggravées
Le 30 octobre, surlendemain du drame, le suspect est mis en examen pour, entre autres, tentatives d’assassinat aggravées et écroué.

## Décision du Parquet national antiterroriste
Le 29 octobre, le procureur national antiterroriste attend les éléments afin de préciser s’il se saisit ou non de cette affaire.
L'avocat des victimes demande la saisine du parquet antiterroriste et dénonce une « ineptie judiciaire ».
Malgré deux victimes et une tentative d'incendie, le Parquet national antiterroriste ne se saisit finalement pas du dossier parce que l'altération au moins partielle du discernement du suspect est retenue, ce qui fait que la motivation idéologique ne peut pas clairement être retenue. Mais selon Mediapart, l'expertise ayant conclu à l'altération du discernement de l'assaillant se base sur le mobile de son acte, « venger la destruction de Notre-Dame de Paris » qu'il estime causée par des « membres de la communauté musulmane ». Mediapart remarque que bien que la théorie de l'assaillant sur l'incendie de Notre-Dame de Paris ne soit pas fondée, elle avait cependant été partagée auparavant au sein de l'extrême droite.
Le président de la République parle d'attaque et pas d'attentat. C'est aussi le cas de Marine Le Pen.

## Attaque ou attentat, les versions des médias
Les médias s'interrogent pour savoir, selon leur couleur politique, si on doit parler d'attaque ou d'attentat,,.
Libération, Le Parisien et Le Monde ont évoqué une « attaque », Mediapart, L'Humanité et Valeurs actuelles ont utilisé le terme « attentat ». L'Express affirme pour sa part que la presse française ne parle traditionnellement d'attentat que lorsque les autorités utilisent ce terme ou que le Parquet national antiterroriste (PNAT) est saisi, ce qui n'est pas le cas ici.
« L'attentat revêt une dimension politique ou idéologique, qui peut difficilement être retenue quand il s'agit de l'acte d'un déséquilibré », affirme dans L'Express l'avocat pénaliste Stéphane Babonneau, minorant le fait qu'il avait été peu avant investi comme candidat à une élection.

## Réactions politiques
- Jean-René Etchegaray, maire de Bayonne, déclare devant la mosquée qu'il s'agit « d'un attentat »[26], se disant « sous le choc », car « Bayonne est une ville de tolérance ».

- Le président de la République Emmanuel Macron déclare : « Je condamne avec fermeté l’attaque odieuse perpétrée devant la mosquée de Bayonne. J'adresse mes pensées aux victimes. La République ne tolérera jamais la haine. Tout sera mis en œuvre pour punir les auteurs et protéger nos compatriotes de confession musulmane. Je m’y engage. ». Le ministre de l'intérieur Christophe Castaner et la porte-parole du gouvernement Sibeth Ndiaye apportent leur « soutien à la communauté musulmane » sur Twitter[26].
- Des élus, comme la socialiste marseillaise Samia Ghali[27] ou Aurélien Taché[28] demandent, compte tenu de l’attaque, que la droite renonce à proposer au Sénat, son projet de loi, porté par la sénatrice Jacqueline Eustache-Brinio sur l'interdiction du port du voile des accompagnatrices pendant les sorties scolaires, prévu le 29 octobre. Finalement, ce projet de loi est bien débattu et le Sénat l'approuve à 163 voix contre 134[27].
- Le lendemain de l'attaque, des responsables du Rassemblement national se désolidarisent de Claude Sinké. Leur argumentation est cependant non homogène[9],[29]. Marine Le Pen qualifie l'attaque d'attentat[26].
- Le leader de La France insoumise, Jean-Luc Mélenchon, twitte : « À Bayonne, le harcèlement contre les musulmans a produit son effet. Un fou a tiré devant une mosquée. Maintenant ça suffit ! La responsabilité de chacun est engagée. Les paroles publiques doivent cesser d'encourager la haine ! »[26]

## Réactions dans le monde musulman
- Abdallah Zekri, président de l'Observatoire national contre l'islamophobie et délégué général du Conseil français du culte musulman (CFCM), réagit auprès de l'Agence France-Presse : « Avec le climat actuel de stigmatisation de l'islam et des musulmans, il ne faut pas s'étonner que de tels actes puissent arriver »[26].

- Kamel Kabtane, recteur de la mosquée de Lyon, « demande au président de la République de prendre la communauté musulmane sous sa protection »[30] et décrit « de l'émotion, de l'inquiétude et de la colère [de la part de la communauté musulmane] contre tous ceux qui, depuis quelque temps, ont jeté de l'huile sur le feu »[30] et particulièrement contre Éric Zemmour[30], et qualifie l'acte d'attentat[30].

## Réactions racistes sur les réseaux sociaux
Selon le quotidien Libération, la professeure de droit public à l'Université de Cergy-Pontoise, Gwénaële Calvès, et le maître de conférences à l'université d'Avignon, spécialisé en droit du numérique, Emmanuel Netter, s'accordent pour dire que plusieurs des réactions racistes qui ont suivi l'attaque de la mosquée de Bayonne sur les réseaux sociaux peuvent être poursuivies, mais aussi être constitutifs d'une «apologie du terrorisme», si l'attaque était reconnue comme terroriste, ce qui n'a pas été le cas.

### Page de Robert Ménard
Sur les réseaux sociaux, un certain nombre de commentaires saluent l'attentat ou félicitent l'assaillant, émanant de comptes qui pour la plupart « aiment » la page de Robert Ménard et réagissent à son post. Ce dernier décide de supprimer sa publication afin de stopper la propagation de messages haineux, car il n'était « techniquement pas possible de supprimer un par un ceux des commentaires qui étaient injurieux, violents, etc ».
D'après Libération, « un examen des profils visibles sur les captures d’écran » permet de déduire qu’il s’agit de véritables comptes actifs. La quasi-totalité de la trentaine de comptes étudiés partage des contenus ouvertement islamophobes, racistes et sexistes, l'un d'eux se revendiquant même ouvertement fasciste.

### Page du Rassemblement national
Libération observe que la page officielle du Rassemblement National « semble avoir connu le même problème » que celle de Robert Ménard, en commentant « plusieurs captures d'écran publiées par des journalistes sur Twitter et sur le site de France Info ». Le communiqué du parti est pourtant clair : il « condamne avec la plus grande fermeté l'attaque de la mosquée de Bayonne ». Mais de nombreux propos en réaction « y minimisent voire légitiment l'attaque », amenant le RN à décider de supprimer sa publication, afin de supprimer en bloc ces réactions.

## Manifestation en réaction à l'attaque
Dans le journal Libération un appel informe que « plus de cinquante personnalités appellent à manifester le 10 novembre à Paris contre la stigmatisation des musulmans de France ». Le nombre de signataires augmente ensuite progressivement. 
Cet appel rédigé le surlendemain du drame déclare aussi dès sa première phrase que les musulmans « sont la cible de discours venant parfois de «responsables» politiques, d'invectives et de polémiques relayés par certains médias », participant ainsi à leur « stigmatisation grandissante ». 
Plusieurs médias estiment cependant que cette manifestation contre l'islamophobie fait débat car « l'un de ses promoteurs », le Collectif contre l'islamophobie en France (CCIF), est « particulièrement controversé », tandis que la notion même d’islamophobie est critiquée. 
La manifestation a rassemblé 13500 personnes à Paris, selon le cabinet d’études indépendant Occurrence mais l'action et la nature du collectif contre l'islamophobie en France (CCIF), l'un de signataires de l'appel à manifester, sont alors particulièrement débattus et médiatisés. Parmi les autres organisations signataires, la Confédération générale du travail (CGT), l'UNEF, l
Le chef de file d'EELV Yannick Jadot, signataire la pétition, annonce ensuite qu'il ne « validait pas l'ensemble du texte » et son absence, invoquant par un problème « d'agenda ». La presse note que le PS a finalement renoncé à y participer et que si tous les députés LFI ont signé l'appel, trois des Hauts-de-France, Ugo Bernalicis, François Ruffin et Adrien Quatennens, sont retenus ailleurs. Ce dernier, no 2 du parti déclare « la prochaine fois, on écrira notre propre texte, il n’y aura pas d’ambiguïtés » et ne pas être « dupe du fait que certains, une minorité, utilisent le terme d’islamophobie en considérant que ça va annihiler demain toute capacité à critiquer la religion ».
Le jour de la manifestation, Jean-Luc Mélenchon rappelle que « la question posée aujourd'hui n'est pas du tout celle du droit ou non de critiquer une religion », qu'il ne confond pas « quelques personnes avec la valeur de la cause qui est servie », n'oublie pas l’événement fondateur du défilé, les « tentative de meurtres devant la mosquée de Bayonne » et signe un texte pour son contenu et pas en raison de ceux dont il découvre ensuite qu’ils l’ont également signé, tandis que Samuel Grzybowski révèle que le texte a d'abord été rédigé sur un document Google Docs partagé en ligne, modifiable et sans la liste des signataires.